# Крэдок, Кристофер
Сэр Кристофер (Кит) Джордж Френсис Морис Крэдок (англ. Sir Christopher "Kit" George Francis Maurice Cradock; 2 июля 1862 — 1 ноября 1914) — британский военный деятель, контр-адмирал королевского флота.

## Биография

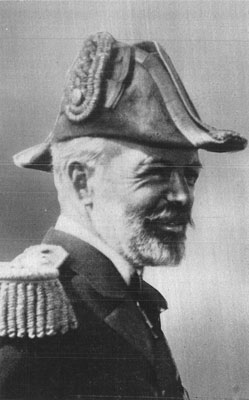
Кристофер Крэдок

Кристофер Крэдок родился в деревне Хартфорт в Северном Йоркшире, в 1875 году поступил на службу во флот, участвовал в боевых действиях в Средиземном море.
В 1900 году, во время Боксёрского восстания участвовал в сражении за форты Дагу, за храбрость был награждён прусским Орденом Короны. Получил чин контр-адмирала в 1910 году.
В 1911 году Кристофер Крэдок был произведен в рыцари Королевского Викторианского ордена. В 1913 году назначен командующим Североамериканской и Вест-Индской станцией.
1 ноября 1914 года, в сражении при Коронеле, командуя британской эскадрой, Крэдок принял решение вступить в бой со значительно превосходившими силами германской восточно-азиатской эскадры. Погиб вместе со всей командой на борту крейсера «Гуд Хоуп» в бою при Коронеле.
Крэдок никогда не был женат. У него была собака, сопровождавшая его и в море. Крэдок замечал, что предпочитает встретить смерть на охоте (его любимое времяпровождение) или в морском бою.